# Donje Korminjane
Donje Korminjane en serbe latin et Kormnjan i Poshtëm en albanais (en serbe cyrillique : Доње Кормињане) est une localité du Kosovo située dans la commune/municipalité de Kamenicë/Kosovska Kamenica, district de Gjilan/Gnjilane (Kosovo) ou district de Kosovo-Pomoravlje (Serbie). Selon le recensement kosovar de 2011, elle compte 253 habitants, dont une majorité de Serbes.
Selon le découpage administratif du Kosovo, le village est rattaché à la commune/municipalité de Ranilug/Ranillug.

## Démographie

### Évolution historique de la population dans la localité
| 1948 | 1953 | 1961 | 1971 | 1981 | 1991 | 2011 |
| ---- | ---- | ---- | ---- | ---- | ---- | ---- |
| 684  | 745  | 784  | 741  | 659  | 641  | 253  |

|  |